# Synotaxus brescoviti
Espèce
Synotaxus brescoviti est une espèce d'araignées aranéomorphes de la famille des Synotaxidae.

## Distribution
Cette espèce est endémique du Brésil. Elle se rencontre dans les États de Bahia, du Pará, d'Amazonas et d'Acre.

## Description
Le mâle holotype mesure 2,5 mm et la femelle paratype 5,2 mm.

## Systématique et taxinomie
Cette espèce a été décrite par Santos et Rheims en 2005.

## Étymologie
Cette espèce est nommée en l'honneur d'Antonio Domingos Brescovit.

## Publication originale
- Santos & Rheims, 2005 : « Four new species and new records for the spider genus Synotaxus Simon, 1895 (Araneae: Synotaxidae) from Brazil. » Zootaxa, no 937, p. 1-12.